# Eelco Sintnicolaas
Eelco Sintnicolaas (né le 7 avril 1987 à Dordrecht) est un athlète néerlandais, spécialiste du décathlon.

## Carrière
En réalisant 8 052 points au meeting de Götzis 2009, il obtient le minima de qualification pour Berlin. Meilleure marque des engagés aux Championnats d'Europe espoirs d'athlétisme 2009, il remporte le 16 juillet 2009 la médaille d'or du décathlon, totalisant 8 112 pts.
Il avait été 8e des 11es Championnats du monde juniors à Pékin le 17 août 2006, avec 7 416 points.
Le 29 juillet 2010, il réalise la performance de 8 436 pts (PB) lors des Championnats d'Europe d'athlétisme 2010, à Barcelone, et remporte la médaille d'argent, 17 points derrière le Français Romain Barras qui le contrôle avant de le dépasser dans le dernier tour du 1 500 m (il avait 5 points de retard après la 9e des 10 épreuves).
Lors du meeting de Götzis 2012, il porte son record à 8 506 points. En 2014, il remporte le décathlon de la Coupe d'Europe des épreuves combinées 2014 à Toruń.
Le 28 mai 2017, il termine 2e de l'Hypo-Meeting de Götzis avec 8 539 points, nouveau record des Pays-Bas.

## Vie privée
Il est en relation amoureuse avec la hurdleuse suédoise Elin Westerlund.

## Palmarès
| Date | Compétition                           | Lieu                                  | Résultat | Discipline | Points     |
| ---- | ------------------------------------- | ------------------------------------- | -------- | ---------- | ---------- |
| 2006 | Championnats du monde juniors         | Pékin                                 | 8e       | Décathlon  | 7 416 pts  |
| 2009 | Championnats d'Europe espoirs         | Kaunas                                | 1er      | Décathlon  | 8 112 pts  |
| 2010 | Championnats d'Europe                 | Barcelone                             | 2e       | Décathlon  | 8 436 pts  |
| 2011 | Championnats d'Europe en salle        | Paris                                 | 4e       | Heptathlon | 6 175 pts  |
| 2011 | Championnats du monde                 | Daegu                                 | 5e       | Décathlon  | 8 298 pts  |
| 2011 | Décastar                              | Talence                               | 3e       | Décathlon  | 8 170 pts  |
| 2011 | Coupe du monde des épreuves combinées | Coupe du monde des épreuves combinées | 2e       | Décathlon  | 24 772 pts |
| 2012 | Hypo-Meeting                          | Götzis                                | 2e       | Décathlon  | 8 506 pts  |
| 2012 | Jeux olympiques                       | Londres                               | 11e      | Décathlon  | 8 034 pts  |
| 2013 | Championnats d'Europe en salle        | Göteborg                              | 1er      | Heptathlon | 6 372 pts  |
| 2013 | Championnats du monde                 | Moscou                                | 5e       | Décathlon  | 8 391 pts  |
| 2013 | Décastar                              | Talence                               | 3e       | Décathlon  | 8 018 pts  |
| 2014 | Championnats du monde en salle        | Sopot                                 | 4e       | Heptathlon | 6 198 pts  |
| 2014 | Multistars                            | Florence                              | 1er      | Décathlon  | 8 161 pts  |
| 2014 | Coupe d'Europe                        | Toruń                                 | 1er      | Décathlon  | 8 156 pts  |
| 2014 | Championnats d'Europe                 | Zurich                                | 4e       | Décathlon  | 8 478 pts  |
| 2014 | Coupe du monde des épreuves combinées | Coupe du monde des épreuves combinées | 2e       | Décathlon  | 24 795 pts |
| 2015 | Championnats d'Europe en salle        | Prague                                | 3e       | Heptathlon | 6 185 pts  |
| 2015 | Championnats du monde                 | Pékin                                 | —        | Décathlon  | DNF        |
| 2016 | Championnats d'Europe                 | Amsterdam                             | 16e      | Décathlon  | 7 025 pts  |
| 2016 | Jeux olympiques                       | Rio de Janeiro                        | —        | Décathlon  | DNF        |
| 2017 | Hypo-Meeting                          | Götzis                                | 2e       | Décathlon  | 8 539 pts  |
| 2017 | Championnats du monde                 | Londres                               | —        | Décathlon  | DNF        |
| 2018 | Championnats du monde en salle        | Birmingham                            | 5e       | Heptathlon | 5 997 pts  |
| 2018 | Championnats d'Europe                 | Berlin                                | —        | Décathlon  | DNF        |

## Records
| Épreuve           | Performance    | Lieu          | Date                      |
| ----------------- | -------------- | ------------- | ------------------------- |
| 100 mètres        | 10 s 57        | Götzis        | 27 mai 2017               |
| Saut en longueur  | 7,65 m         | Moscou Zürich | 10 août 2013 12 août 2014 |
| Lancer du poids   | 14,67 m        | Götzis        | 30 mai 2015               |
| Saut en hauteur   | 2,02 m         | Moscou        | 10 août 2013              |
| 400 mètres        | 47 s 88        | Barcelone     | 28 juillet 2010           |
| 110 mètres haies  | 13 s 92        | Nottwil       | 30 juin 2013              |
| Lancer du disque  | 43,52 m        | Götzis        | 28 mai 2017               |
| Saut à la perche  | 5,45 m         | Barcelone     | 29 juillet 2010           |
| Lancer du javelot | 63,59 m        | Götzis        | 27 mai 2012               |
| 1 500 mètres      | 4 min 22 s 29  | Götzis        | 29 mai 2011               |
| Décathlon         | 8 539 pts (NR) | Götzis        | 28 mai 2017               |

| Épreuve          | Performance   | Lieu      | Date            |
| ---------------- | ------------- | --------- | --------------- |
| 60 mètres        | 6 s 88        | Göteborg  | 2 mars 2013     |
| Saut en longueur | 7,65 m        | Gand      | 12 février 2007 |
| Lancer du poids  | 14,86 m       | Apeldoorn | 13 février 2016 |
| Saut en hauteur  | 2,08 m        | Apeldoorn | 9 février 2013  |
| 60 mètres haies  | 7 s 88        | Apeldoorn | 10 février 2013 |
| Saut à la perche | 5,52 m        | Apeldoorn | 13 février 2011 |
| 1 000 mètres     | 2 min 38 s 73 | Göteborg  | 3 mars 2013     |
| Heptathlon       | 6 372 pts     | Göteborg  | 3 mars 2013     |